# Іваник Володимир Васильович
Володи́мир Васил́ьович Іва́ник (28 березня 1987 — 21 червня 2017) — боєць Добровольчого українського корпусу «Правий сектор».

## Життєпис
Народився 1987 року у місті Стебник (Львівська область); мешкав у Бориславі. Службу в армії проходив у президентському полку. Працював на будівництві в Києві, займався декоративною штукатуркою.
Брав активну участь у подіях Революції Гідності. В часі війни — доброволець 8-го окремого батальйону «Аратта» УДА.
Володимир та Андрій Луців були товаришами ще до війни, вони разом пішли на фронт. Воювали у Пісках та ДАП, у Широкиному. Володимир також воював у Бахмуті, Лисичанську, Луганську.
21 червня 2017 року загинув у бою поблизу міста Авдіївка внаслідок прямого влучення (стріляв ворожий танк). Два бійці УДА загинули, ще двоє зазнали численних осколкових поранень та опіків.
Після прощання у Львові та Бориславі похований на кладовищі мікрорайону Солець (Стебник).
Без Володимира лишилися батько Василь і мама Марія Іваники; брат, дружина та маленький син.

## Нагороди
- Нагороджений відзнакою ДУК ПС «Бойовий Хрест Корпусу» (грудень 2018; посмертно)[1];
- У 2021 році нагороджений орденом «За мужність» III ступеня (посмертно)[2].
- медаль «Доброволець АТО» (посмертно).
- 25 січня 2018 року рішенням Бориславської міської ради надано звання «Почесний громадянин Борислава» (посмертно)[3].